# Alefelege Selam
Alefelege Selam, född 1925, död 11 juli 2016, var en etiopisk konstnär.
Alefelege Selam utbildade sig i skulptur och målning vid Art Institute of Chicago, och var grundare till Fine Art School of Addis Abeba. Han blev främst känd för sin kyrkliga konst.